# Lista di grida di guerra
Un grido di battaglia (o grido dell'arme) è una frase o una parola comune agli appartenenti a un esercito o a un'unità minore. Il grido può servire come elemento di riconoscimento per i capi militari o per le stesse unità per distinguere le une dalle altre, ma esso serve soprattutto ai soldati per motivarsi prima del combattimento e spingersi di là dai loro limiti.
I gridi sono frequentemente riportati sugli stemmi delle unità che li impiegano e in questo caso sono scritti su listelli svolazzanti posti al di sopra dello scudo o dell'elmo che lo timbra.

## Esempi
- A chi la vittoria? A noi! oppure abbreviato "A noi!"  È stato il segnale di attacco degli Arditi nella prima guerra mondiale contro le prime linee nemiche. Urlato a differenza del grido "Avanti Savoia" in uso nell'Esercito Regio in quel momento. Venne ripreso poi dal regime fascista.
- Avanti Savoia! o Savoia!, per le truppe del Regno di Sardegna e del Regno d'Italia.
- Alalà per gli Ateniesi nelle guerre persiane e in quella del Peloponneso.
- Ambrones per gli Ambroni nella battaglia delle Aquae Sextiae (secondo Plutarco).
- Amit! (Uccidi!) per i musulmani nella battaglia di Badr.
- Aragó! e Sant Jordi! (Aragona e San Giorgio) per i Catalani e gli Aragonesi.
- Avanti Sardegna! per i fanti della Brigata Sassari durante la prima guerra mondiale.
- Avanti Decimo!  10º Reggimento (già Battaglione) Carabinieri "Campania"
- Banzai! (letteralmente Diecimila anni!) per i soldati dell'esercito imperiale giapponese durante la seconda guerra mondiale.
- Boo-Ya! per il 75º reggimento rangers dell'esercito degli Stati Uniti d'America.
- Bourgogne! per gli eserciti del duca di Borgogna del XV secolo.
- Caelum denique! (Infine, il cielo) per i crociati.
- Decima! per i componenti del Comando subacquei e incursori "Teseo Tesei", riferito alla Xª MAS del Regno d'Italia, a sua volta riferimento alla Legio X di Giulio Cesare.
- Desperta ferro! per gli Almogaveri catalani durante la Reconquista; oggi è utilizzato dai paracadutisti spagnoli.
- Deus vult (Dio lo vuole) o Deus lo volt! per i crociati e i cavalieri del Santo Sepolcro.
- Dex Aie! (Dio ci aiuti) per i Normanni alla battaglia di Hastings; questo grido fu ripreso dalla Royal Guernsey Light Infantry durante la Prima guerra mondiale.
- Eja Eja Alalà! per la conquista di Fiume da parte di D'Annunzio.
- Falchi!!! Per I militari ATPI (Baschi Verdi) della Guardia di Finanza.
- Fino alla morte! per i pirati prima degli assalti nei mari durante il XVII e il XVIII secolo.
- Folgore! per i paracadutisti italiani, dal nome della Divisione che inquadrò i reparti paracadutisti durante la Seconda Guerra Mondiale, poi ricostituita come Brigata paracadutisti "Folgore" nel dopoguerra.
- Geronimo! per i paracadutisti degli Stati Uniti d'America.

- Ghere ghere ghez! per le compagnie aeree italiane, nato nel 1921 dal primo reggimento Spinotti.
- Guyenne! Saint Georges! per i Guasconi schierati con gli Inglesi nella guerra dei cent'anni.
- Gott mit uns nato dai cavalieri teutonici, dopo la sconfitta di questi passò alle armate protestanti di Prussia fino alla Germania imperiale.
- Heb Hep Hierusalem attribuito ad alcune unità romane dopo la distruzione di Gerusalemme.
- Hey-Ah! citato in numerose occasioni nella Bibbia.
- Hooah! per i fanti dell'esercito degli Stati Uniti d'America.
- Hooka Hey! per i Sioux Lakota di Cavallo Pazzo e più in generale per i Sioux dopo la sua morte.
- Hoorah! per i Marines degli Stati Uniti d'America.
- Hooyah! per i Navy SEAL degli Stati Uniti d'America.
- Hrr na ně! (A loro) per gli ussiti durante le guerre ussite.
- Huj, Huj, Hajrá! (Più presto, più presto) per i conquistatori ungheresi.
- Huzzah! Huzzah! Huzzah! (etimo incerto) per i fanti inglesi nel XVII e XVIII secolo.
- На Нож! pronuncia Na Nozh! (Alla baionetta) per l'esercito bulgaro fin dalle guerre balcaniche e utilizzato ancora oggi.
- За Сталина идём вперёд! (in nome di Stalin andiamo avanti) seguito da prolungati hurra!, per i soldati dell'Armata rossa nella seconda guerra mondiale.
- Helis Helis Arborea Arboreaǃ (etimo incerto) per le armate sarde del Giudicato di Arborea.
- Largo Savoia! per il Regio Corpo Truppe Coloniali del Regno d'Italia.
- Lepanto! per il Corpo Militare Speciale Ausiliario dell'Esercito Italiano dell'Associazione dei Cavalieri Italiani del Sovrano Militare Ordine di Malta.
- Lupa! per le truppe della Repubblica di Siena nella guerra contro le armate imperiali di Carlo V e quelle medicee, nel 1552-1559. Usato probabilmente anche in precedenza.
- Marzocco! per la cavalleria di Parte Guelfa di Firenze nelle battaglie dal XIII secolo e per tutta l'epoca del Granducato di Toscana.
- Mon Dieu grido personale del principe Eugenio di Savoia prima di lanciarsi nella mischia della battaglia.

Montjoie ! Saint Denis ! è il grido di guerra dei re di Francia

- Montjoie! Saint-Denis! per gli eserciti dei re di Francia fino a tutto il XVI secolo, dal nome del santo patrono di Francia.
- Nembo! per i paracadutisti italiani, dal nome della Divisione Nembo che inquadrò i reparti paracadutisti durante la Seconda Guerra Mondiale, poi ricostituita come Reggimento e in seguito Battaglione fanteria meccanizzata Nembo fino al 1991.
- Nobiscum Deus (Dio è con noi) per il tardo impero romano e quello bizantino.
- Non-Lèi! per i cavalieri occitani che avevano partecipato alla difesa dei catari durante la Crociata contro gli albigesi (1209-1244).
- Olicrosse! e Godamite! (Holy Cross e God Almighty) per la guardia sassone nella battaglia di Hastings.
- Palle! (dall'arme araldica di casa Medici) per le truppe medicee nelle guerre del XVI secolo.
- Parvati Pateyah Har Har Mahadev (Vittoria al dio supremo (Šiva), signore di Parvati in sanscrito) per gli Indiani del Medio Evo in combattimento contro invasori stranieri e per gli hindu Maratha nelle guerre contro i Moghul musulmani.
- Pastrengo!, per il 4º Reggimento carabinieri a cavallo.
- Pe Zena e Pe San Zorzo!(Per Genova e San Giorgio) per la flotta genovese attiva nel Mediterraneo sin dall'Alto Medioevo
- Portugal e São Jorge! (Portogallo e San Giorgio) per gli eserciti portoghesi dopo il XIV secolo; in precedenza i Portoghesi usavano il motto spagnolo Santiago!.
- Prény! Prény! per gli eserciti del duca di Lorena.
- Remember the Alamo!  per i ribelli texani in ricordo dell'omonima battaglia.
- Saint George! per gli eserciti medievali del re d'Inghilterra Fair Saint George! (Bel San Giorgio!) nel XV secolo.
- San Marco! per il reggimento Lagunari "Serenissima".
- Santiago! e Santiago y cierra, España! per i cristiani spagnoli durante la Reconquista.
- Santiago! Castilla! per gli eserciti del re di Castiglia nel basso Medio Evo.
- Signa inferre! (Portare  avanti le insegne!) per le legioni di Roma.
- Scala! Scala! per le truppe dei signori di Verona, i della Scala.
- Semper fi! (Semper Fidelis = Sempre fedele) e Oorah! per i marines degli Stati Uniti d'America.
- Sempre e ovunque, Settimo!  7º Reggimento (già Battaglione) Carabinieri "Trentino-Alto Adige"
- Sha! Sha! Sha! (Uccidi! Uccidi! Uccidi!) per i ribelli nella Ribellione dei Boxer (1900-1901) e per i soldati e gli appartenenti alla resistenza cinese durante la Seconda guerra cino-giapponese (1937-1945) e la Seconda guerra mondiale.
- Sieg Heil! (Saluto alla vittoria!) o Für das Vaterland! (Per la Patria!) per i Nazisti durante la seconda guerra mondiale o prima di essa.
- ¡Tierra y Libertad! (Terra e libertà!) per i rivoluzionari messicani di Emiliano Zapata.
- Tora, tora, tora! letteralmente Tigre, tigre, tigre! per i piloti e i kamikaze giapponesi durante la Seconda guerra mondiale.
- Tohu! per i giocatori di rugby maori.
- uSuthu! Utilizzato dagli Zulù nella guerra Anglo-Zulù
- Ut! Ut! Ut! (Out! Out! Out!) per le truppe di Aroldo II nella battaglia di Hastings.
- Viva San Marco! per l'esercito della Repubblica di Venezia.
- Volòire! per gli artiglieri del Reggimento Artiglieria a Cavallo (Batterie a Cavallo) dal 1946 (si pronuncia come si legge, non alla francese!).